# Godovikovita
La godovikovita és un mineral de la classe dels sulfats. Rep el seu nom d'Aleksandr Aleksandrovich Godovikov (1927-1995), mineralogista rus i director del museu mineralògic de Fersman (Moscou).

## Característiques
La godovikovita és un sulfat de fórmula química (NH₄)Al(SO₄)₂. Va ser aprovada com a espècie vàlida per l'Associació Mineralògica Internacional l'any 1987. Cristal·litza en el sistema trigonal. Es troba en forma de cristalls fibrosos, de fins a 0,015 mil·límetres, en agregats compactes a porosos. La seva duresa a l'escala de Mohs és 2.
Segons la classificació de Nickel-Strunz, la godovikovita pertany a «07.AC - Sulfats (selenats, etc.) sense anions addicionals, sense H₂O, amb cations de mida mitjana i grans» juntament amb els següents minerals: vanthoffita, piracmonita, efremovita, langbeinita, manganolangbeinita, yavapaiïta, eldfellita, sabieïta, thenardita, metathenardita i aftitalita.

## Formació i jaciments
Es troba com a crostes de reacció al voltant de zones d'alliberament d'àcid sulfúric a partir de la crema de carbó. Sol trobar-se associada a sulfats anhidres de calci i magnesi no especificats. Va ser descoberta l'any 1987 a Kopeisk, a l'óblast de Txeliàbinsk, al districte Federal dels Urals (Rússia).